# Modrzyk reunioński
Modrzyk reunioński (Porphyrio caerulescens) – gatunek dużego ptaka z rodziny chruścieli (Rallidae). Występował endemicznie na Reunionie. Wymarły, znany wyłącznie z opisów dawnych żeglarzy.

## Taksonomia
Różni podróżnicy z XVII i XVIII wieku donosili o żyjących na Reunionie niebieskich ptakach – w języku francuskim opisywali je jako oiseaux bleus. W 1848 belgijski naukowiec Edmond de Sélys Longchamps nadał modrzykowi reuniońskiemu nazwę Apterornis coerulescens, opierając się o opis francuskiego podróżnika Sieur Dubois (przebywał na Reunionie od 1669 do 1672, wspomniał o niebieskim ptaku jako pierwszy). Epitet gatunkowy oznacza „niebieski”, „stający się niebieskim”. Do rodzaju Apterornis zaliczył też dwa inne ówcześnie znane ptaki z Reunionu: chruścielowca rdzawego (Aphanapteryx bonasia) i ibisa reuniońskiego (Threskiornis solitarius). Jako że nazwa Apterornis była już wtedy używana przez Richarda Owena, Karol Lucjan Bonaparte w 1857 ukuł nową nazwę dla modrzyka reuniońskiego – Cyanornis erythrorhynchus. Niemiecki ornitolog Hermann Schlegel przeniósł modrzyka do innego rodzaju, Porphyrio, wskazując na jego bliskie pokrewieństwo z takahe (P. hochstetteri).
Amerykański ornitolog Storrs L. Olson uznał, że opisy modrzyka reuniońskiego sprzed wieków mogą wskazywać na istnienie jakiegoś endemicznego gatunku spokrewnionego z modrzykiem zwyczajnym (P. porphyrio), którego szczątki być może dopiero zostaną odkryte. Znanych jest sześć opisów modrzyka reuniońskiego. Ptaki rodzaju Porphyrio są znane z kolonizowania wysp i ewoluowania w odrębne, endemiczne gatunki; do czasów współczesnych dotrwał jednak jedynie takahe. W 1974 na płaskowyżu Plaine des Cafres, gdzie miały żyć modrzyki, podjęto próbę odnalezienia szczątków tych ptaków, lecz nie znano wówczas na tym terenie jaskiń, które by mogły je zawierać. Badania mogły być przeprowadzone dopiero po dokładniejszym poznaniu tego rejonu wyspy.

## Morfologia
Modrzyki reuniońskie miały niebieskie upierzenie (według opisu Hebérta z 1708 ciemnoniebieskie) i najpewniej były dużymi, naziemnymi chruścielami z cechami wskazującymi na ograniczoną zdolność lotu, jak duże rozmiary i mocne nogi. Rozmiarem modrzyki reuniońskie miały dorównywać „dużym kapłonom” lub ibisom reuniońskim (około 65 cm długości). Dziób i nogi tych chruścieli miały barwę czerwoną.
Dubois opisał je tak:

Oiseaux bleus: Tak duże jak [dronty samotne]; mają upierzenie całkowicie niebieskie, dziób i nogi czerwone i zbudowane podobnie, jak kurze; w ogóle nie latają, ale szybko biegają, tak że psom trudno je złapać; są bardzo smaczne

Jezuicki duchowny Brown opisał modrzyka reuniońskiego nieco inaczej, wskazując na mniejszy rozmiar i pewną zdolność lotu:

Blisko wschodniej części wyspy [Reunion] leży mała równina na szczycie góry, która zwie się równiną Cafres, a znaleźć na niej można dużego niebieskiego ptaka o efektownych kolorach. Przypomina gołębia grzywacza; lata, ale rzadko i zawsze nisko nad ziemią, jednak biega z niesamowitą prędkością; tutejsi nie nazywają go inaczej niż „niebieskim ptakiem”; jego mięso jest bardzo dobre i długo zachowuje świeżość

## Ekologia i zachowanie

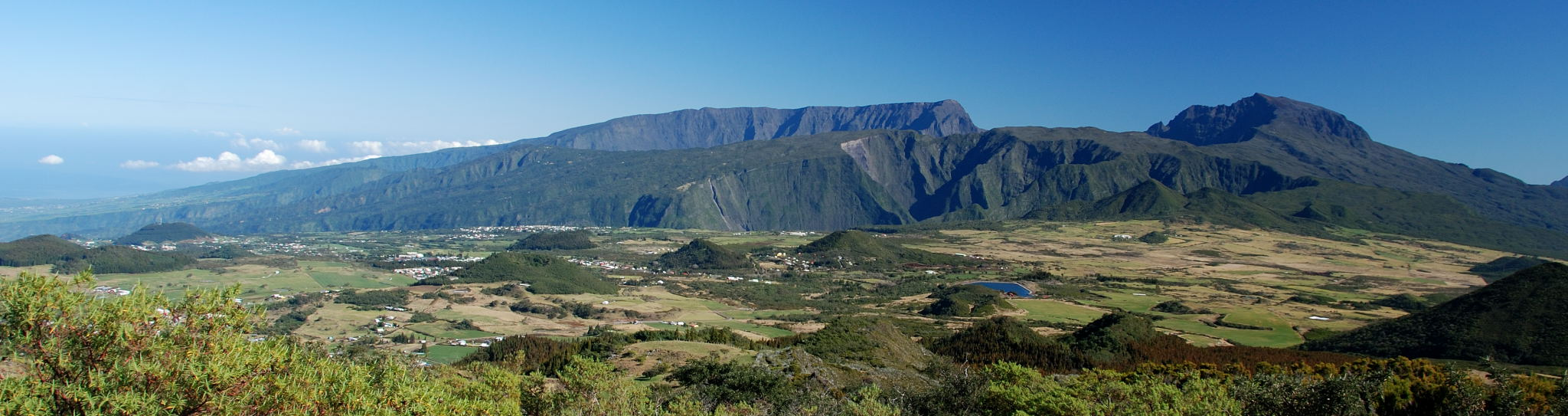
Widok na równinę Plaine des Cafres, gdzie miały żyć modrzyki reuniońskie; 2008

Według opisów modrzyki reuniońskie żyły wyłącznie na Plaine des Cafres, wysoko wyniesionej równinie między Piton des Neiges i Piton de la Fournaise. Dubois nie informuje o lokalizacji, pozostali autorzy ograniczają zasięg modrzyków do równiny.
De Villers w 1708 opisał zwyczaje lęgowe modrzyków. Miały gniazdować wśród traw i paproci wodnych.

## Wymarcie
Opis ojca Browna z około 1730 uznawany jest za ostatni jednoznaczny opis modrzyków reuniońskich, aczkolwiek zachowały się informacje z 1763 pochodzące od anonimowego brytyjskiego oficera, wedle których ptaki ograniczone do położonych wysoko płaskowyżów miały być zabijane kijami. Według historycznych opisów modrzyki reuniońskie były dobrą zwierzyną łowną, o smacznym mięsie i łatwą do zabicia kamieniami lub kijami. Prawdopodobnie wymarły wskutek nadmiernego odłowu, ponadto zagrożenie dla jaj i piskląt mogły stanowić szczury przypadkowo wprowadzone na Reunion w 1676.